# Schlacht bei Otočac (1543)
Die Schlacht bei Otočac war ein bewaffneter Konflikt zwischen den Militäreinheiten des Königreichs Kroatien (damals innerhalb der Habsburgermonarchie) und den Streitkräften des Osmanischen Reiches, der in der Nähe der Stadt Otočac stattfand. Es handelte sich um eine der zahlreichen Schlachten gegen die Osmanen zu dieser Zeit. Das Datum dieses Zusammenstoßes ist nicht mit Sicherheit bekannt, aber er fand höchstwahrscheinlich am 24. August 1543 statt. Die Schlacht, an der die kroatischen Krieger vom ehemaligen Ban von Kroatien Petar Keglević angeführt wurden und an der sich viele prominente Adlige beteiligten, endete mit einem entscheidenden Sieg für die Kroaten.

## Historischer Hintergrund
Ab Beginn des dritten Jahrzehnts des 16. Jahrhunderts, als Sultan Süleyman I. den osmanischen Thron bestieg, drangen die Osmanen allmählich in Kroatien ein und eroberten dessen Gebiete. Sie drangen auch in die Region Lika ein und eroberten deren größten Teil bis 1526. Der nordwestliche Teil dieser Region, einschließlich der Stadt Otočac, konnte sich verteidigen. Seitdem kam es zu zahlreichen Zusammenstößen zwischen kroatischen Verteidigern und osmanischen Eroberern, doch die Staatsgrenze stabilisierte sich unweit von Otočac. Dort befand sich eine Festung, die für die Verteidigung von Gacko polje/Gacka-Karstfeld vor türkischen Angriffen von entscheidender Bedeutung war, und ein tonnenschwerer Grenzsteinblock, der bis heute erhalten ist und zeigt, wo einst die kroatisch-osmanische Grenze verlief. Zur Verteidigung Otočacs vor einer türkischen Invasion trug auch die Lage der Festung bei, die von den Nebengewässern des Gacka Flusses in sumpfigem Gelände umgeben war, was den Zugang vom umliegenden Festland erschwerte.

## Schlacht
Ende des Sommers 1543 brachen die Osmanen zu einem weiteren ihrer zahlreichen Plünderungs- und Eroberungszüge in Richtung der Stadt Otočac auf. Sie wurden vom ehemaligen kroatischen Ban Petar Keglević mit seiner Einheit empfangen, zu der neben Soldaten auch die kroatischen Adligen Juraj Frankopan Slunjski, Nikola Frankopan Tržački und Stjepan Babonić Blagajski gehörten. Keglević war kurz zuvor als Ban von Nikola Šubić Zrinski abgelöst worden, mit dem er in Konflikt um den Besitz der Burg in Čakovec geriet, aus der er auf Befehl von König Ferdinand von Habsburg ausziehen musste. Es gibt keine Informationen darüber, wer die Osmanen in Otočac persönlich anführte. Bekannt ist jedoch, dass der damalige Gouverneur des bosnischen Sandschaks ein Sandschak-Beg namens Ulama-Beg war.
Der genaue Ort und Zeitpunkt der Schlacht sind nicht mit Sicherheit bekannt, einige Quellen datieren sie jedoch auf den 24. August 1543. Der Verlauf und die Dauer der Schlacht sind ebenfalls nirgendwo dokumentiert. Bekannt ist lediglich, dass die kroatischen Streitkräfte die Schlacht gewannen und die Einnahme Otočacs durch die Osmanen sowie den Vormarsch des Feindes nach Westen verhinderten. Als später Bihać, Bužim, Ostrožac, Tržac, Kladuša, Zrin, Gvozdansko, Kostajnica und viele andere kroatische Festungen und Burgen in türkische Hände fielen, erlitt Otočac nicht das gleiche Schicksal, sondern konnte sich verteidigen.

## Nachgeschichte
Die damaligen habsburgischen Militärbehörden erkannten die Uneinnehmbarkeit der Festung Otočac und errichteten nach der Gründung der Kroatischen Militärgrenze Mitte des 16. Jahrhunderts das Hauptquartier der Kapitänschaft in Otočac. Um die Verteidigungskraft der Stadt und des Teils der Militärgrenze zu stärken, errichtete eine Gruppe von Uskoken, die 1619 aus Senj vertrieben und nach Otočac übersiedelt waren, auf einem Hügel nördlich der Stadt die Festung Fortica. In der Gegend von Otočac kam es oft bis zu ihrer Vertreibung aus Lika im Jahr 1689 zu Kämpfen mit den Türken. Während der Herrschaft von Kaiserin und Königin Maria Theresia wurde die Stadt zum Hauptquartier eines Regiments erhoben, eines der vier Regimenter des Generalats Karlovac (Lika-Regiment, Otočac-Regiment, Ogulin-Regiment und Slunj-Regiment).